# Gomphrena lanata
Gomphrena lanata är en amarantväxtart som beskrevs av Robert Brown. Gomphrena lanata ingår i släktet klotamaranter, och familjen amarantväxter. Inga underarter finns listade i Catalogue of Life.